# Марко Милошевич
Марко Милошевич (серб. Marko Milošević / Марко Милошевић, нар. 7 лютого 1991, Белград) — сербський футболіст, воротар клубу «Партизан».

## Ігрова кар'єра
Народився 7 лютого 1991 року в місті Белград. Вихованець футбольної школи клубу «Земун». Дорослу футбольну кар'єру розпочав 2010 року в основній команді того ж клубу, в якій того року взяв участь в одному матчі чемпіонату. Так і не закріпившись у рідній команді, наступний сезон провів у оренді у клубі «Графичар» (Белград). Повернувшись у «Земун», він провів за нього 10 матчів чемпіонату у сезоні 2011/12, після чого грав за клуби «Раднички» (Нова Пазова) і «Смедерево».
Влітку 2014 року. він підписав контракт з белградським клубом «Синджелич», але до кінця року зіграв лише дві гри чемпіонату. Через це у січні наступного року він перейшов у «Вождовац», у складі якого і дебютував у вищому дивізіоні Сербії, провівши у Суперлізі Сербії загалом 20 ігор за півтора роки.
Влітку 2017 року Милошевич повернувся до рідного «Земуна», де провів два сезони. Після закінчення терміну дії контракту та вильоту клубу до нижчого рівня Милошевич як вільний агент став гравцем клубу «Напредак» (Крушевац). Він зіграв у всіх 20 іграх внутрішнього чемпіонату до кінця року, а під час зимового трансферного вікна перейшов у казахстанський «Каспій». З клубом він зберіг прописку у Прем'єр-лізі за що був обраний до символічної команди сезону наприкінці 2020 року. Пізніше він також захищав кольори іншого місцевого клубу, «Астани», з якою він виграв чемпіонський титул.
Своєю грою за останню команду привернув увагу представників тренерського штабу клубу «Дебрецен», до складу якого приєднався 1 березня 2023 року. Відіграв за клуб з Дебрецена наступний рік своєї ігрової кар'єри, після чого у січні 2024 року став гравцем боснійського «Бораца» (Баня-Лука), з яким він виграв чемпіонський титул Боснії і Герцеговини у тому ж році.
Влітку 2024 року Милошевич підписав однорічний контракт з «Радничками» (Крагуєваць), а по його завершенню влітку 2025 року. як вільний агент перейшов у столичний «Партизан». Він мав замінити Александар Йовановича який саме покинув клуб. Таким чином, Милошевич відновив співпрацю з тренером Срджаном Благоєвичем під чиїм керівництвом він виступав у Казахстані та Угорщині.

## Досячгнення
- Чемпіон Казахстану: 2022[11]
- Чемпіон Боснії і Герцеговини: 2023/24[14]

### Індивідуальні
- У символічій збірній Прем'єр-ліги Казахстану: 2020[18]